# Pelochares rugiventrus
Pelochares rugiventrus är en skalbaggsart som beskrevs av Champion 1923. Pelochares rugiventrus ingår i släktet Pelochares och familjen lerstrandbaggar. Inga underarter finns listade i Catalogue of Life.